# IChat
iChat — програма для спілкування в чаті, представлена компанією Apple Computer 10 січня 2001 року на виставці MacWorld Expo. Специфіка даної програми в тому, що вона розроблена під платформу Macintosh. Входить у стандартну поставку Mac OS X. Вона підтримувала миттєвий обмін текстовими повідомленнями через протоколи XMPP/Jingle або OSCAR (AIM), аудіо- та відеодзвінки, а також можливості спільного використання екрана. Це також дозволило обговорювати локальну мережу з користувачами, виявленими за допомогою протоколів Bonjour.
В OS X 10.8 Mountain Lion iChat була замінена на Повідомлення для чату та FaceTime для відеодзвінків.

## Історія
iChat вперше була випущена у серпні 2002 року як частина Mac OS X 10.2. Вона мала інтеграцію з програмами Address Book та Mail і була першим офіційно підтримуваним клієнтом AIM, яка була рідним для Mac OS X (основна програма AIM на той час все ще працювала в емуляції Classic).
В одному з епізодів першого сезону серіалу-драмедії HBO Антураж Ерік Мерфі розмовляв у iChat з Арі Голдом, що стало першим випадком використання цієї програми в телесеріалі.

## Інтерфейс
iChat включала інтерфейс Aqua Apple та використовувала словесні бульбашки та зображення, щоб уособити досвід онлайн-чату. За допомогою iChat зелені (доступний), жовті (неактивний) та червоні (відсутний) значки можуть відображатися поруч із іменем кожного підключеного користувача у списку друзів. Для дальтоніків це можна змінити, щоб показувати різні форми, коло (доступний), трикутник (неактивний) і квадрати (відсутний), щоб проілюструвати статус формою, а не кольором.

### iChat AV
У червні 2003 року Apple анонсувала iChat AV, другу велику версію iChat. Він додав можливості відео- та аудіоконференцій на основі Session Initiation Protocol (SIP). Остаточна версія програмного забезпечення постачалася з Mac OS X 10.3 і стала доступною окремо в той же день для Mac OS X 10.2.

### iChat AV 2
У лютому 2004 року AOL представила AOL Instant Messenger (AIM) версії 5.5 для користувачів Windows, яка включала відео, але не аудіо, чати за протоколом AIM і була сумісна з Apple iChat AV. Того ж дня Apple випустила публічну бета-версію iChat AV 2.1, щоб дозволити користувачам Mac OS X проводити відеоконференції з користувачами AIM 5.5.

### iChat AV 3
У червні 2004 року Стів Джобс оголосив, що наступна версія iChat AV буде включена до Mac OS X 10.4. iChat AV 3 надавала додаткову підтримку, що дозволяє брати участь до чотирьох осіб в одній відеоконференції та десять осіб в аудіоконференції. Крім того, у новій версії iChat використовувався кодек H.264/AVC, що забезпечує більш високу якість відео порівняно зі старим кодеком H.263, що використовується у попередніх версіях. Цей випуск підтримував протокол XMPP, який можна було безпосередньо використовувати для підключення до Google Talk та опосередковано використовувати для підключення до користувачів служб, включаючи Facebook Chat та Yahoo! Messenger. Однак підтримка була обмежена, оскільки не підтримувалися деякі загальні функції XMPP, такі як створення облікового запису, виявлення служб та повна підтримка багатокористувацького чату. iChat 3 включав протокол Bonjour (раніше називався Rendezvous), який дозволяв iChat автоматично знаходити інших користувачів з увімкненим обміном повідомленнями iChat Bonjour в локальній мережі.
У жовтні 2005 року iChat отримала підтримку зашифрованих повідомлень, але тільки для платних передплатників служби .Mac (зараз iCloud). Ці функції були частиною iChat 3.1, випущеної як частина оновлення Mac OS X v10.4.3. У цій версії також додана підтримка багатокористувацького чату XMPP.
У березні 2007 року Apple випустила оновлення Mac OS X v10.4.9, яке дозволило використовувати камери класу USB-відеопристроїв (UVC) з iChat, а не лише з камерами FireWire. Це дозволило використовувати ширший спектр камер з iChat AV.

### iChat 4
iChat 4 був представлений як частина Mac OS X 10.5 і отримав нові функції, зокрема: iChat Theater (натхненний ChatFX, продуктом від Plum Amazing), Backdrops та Screen Sharing. iChat Theater дозволяв користувачам ділитися будь-якими файлами, які підтримує Quick Look, включаючи фотографії, презентації Keynote та фільми, під час сеансу відеочату. Backdrops дозволяло користувачам вставляти фільми або фотографії як фон у відеочатах. Screen Sharing дозволив двом користувачам Mac OS X Leopard мати контроль над одним робочим столом і працювати разом. Незначні функції в новому випуску включали кілька логінів, анімовані значки, використання ефектів Photo Booth у відеочаті в реальному часі та чати з вкладками.

### iChat 5
iChat 5.0, випущений з Mac OS X 10.6, зменшив пропускну здатність, необхідну для відеочатів з роздільною здатністю 640×480, і оновив iChat Theater до тієї ж роздільної здатності.

### iChat 6
iChat 6.0, випущений з Mac OS X 10.7, додав підтримку облікового запису Yahoo Messenger і дозволив користувачам iChat мати текстові, голосові та відеочати за допомогою своїх облікових записів Yahoo Mail. Він також підтримував плагіни сторонніх розробників, зрештою дозволяючи іншим протоколам бути сумісними з програмним забезпеченням/ iChat 6 був останньою версією iChat; в OS X Mountain Lion його замінили повідомленнями. Остаточний випуск, iChat 6.0.1, був опублікований 1 лютого 2012 року.

### Messages
У рамках попереднього перегляду OS X Mountain Lion 16 лютого 2012 року Apple оголосила, що її клієнт для обміну повідомленнями OS X буде Messages, і що він підтримуватиме протокол iMessage, що робить його сумісним із клієнтом iOS. Повідомлення також включають підтримку FaceTime. Apple негайно зробила Messages доступною для завантаження бета-версії для використання в Mac OS X 10.7.

## Підтримувані протоколи
Підтримка iChat AIM була повністю схвалена AOL і використовувала їхню офіційну реалізацію протоколу AIM OSCAR. Використовуючи транспорт XMPP, iChat може служити клієнтом для AOL Instant Messenger, Yahoo! Messenger, MobileMe, ICQ і XMPP. iChat також може інтегрувати контакти Google Talk в панель XMPP.